# Gilbert Flamez
Gilbert Flamez (Gullegem, 13 juni 1921 - Wevelgem, 28 december 2012) was een Belgische politicus. 

## Levensloop
In 1953 werd Flamez schepen in Moorsele en hij werd er ook burgemeester. Hij bleef er meerdere legislaturen burgemeester, tot 1976. In 1977 werd Moorsele een deelgemeente van Wevelgem en Flamez was zo de laatste burgemeester van Moorsele geweest. Na de fusie werd hij nog een legislatuur, tot 1982, schepen in Wevelgem. Vervolgens was hij er nog tot 1990 OCMW-voorzitter.
Zijn schoonzoon Kris Vlaeminck was eveneens politiek actief, hij was CVP-schepen te Wevelgem.